# Міффлін (Огайо)
Міффлін (англ. Mifflin) — селище в США, в окрузі Ешленд штату Огайо. Населення — 158 осіб (2020).

## Географія
Міффлін розташований за координатами 40°46′24″ пн. ш. 82°21′50″ зх. д. / 40.77333° пн. ш. 82.36389° зх. д. (40.773461, -82.363858).  За даними Бюро перепису населення США в 2010 році селище мало площу 0,47 км², уся площа — суходіл.

## Демографія
Згідно з переписом 2010 року, у селищі мешкало 137 осіб у 57 домогосподарствах у складі 39 родин. Густота населення становила 289 осіб/км².  Було 61 помешкання (129/км²).
Расовий склад населення:
| - 99,3 % — білих |

До двох чи більше рас належало 0,0 %. Частка іспаномовних становила 0,7 % від усіх жителів.
За віковим діапазоном населення розподілялося таким чином: 25,5 % — особи молодші 18 років, 59,2 % — особи у віці 18—64 років, 15,3 % — особи у віці 65 років та старші. Медіана віку мешканця становила 39,3 року. На 100 осіб жіночої статі у селищі припадало 93,0 чоловіків;  на 100 жінок у віці від 18 років та старших — 82,1 чоловіків також старших 18 років.
Середній дохід на одне домашнє господарство  становив 33 840 доларів США (медіана — 24 063), а середній дохід на одну сім'ю — 37 798 доларів (медіана — 24 167). Медіана доходів становила 31 458 доларів для чоловіків та 24 500 доларів для жінок. За межею бідності перебувало 46,5 % осіб, у тому числі 51,5 % дітей у віці до 18 років та 27,3 % осіб у віці 65 років та старших.
Цивільне працевлаштоване населення становило 51 осіб. Основні галузі зайнятості: освіта, охорона здоров'я та соціальна допомога — 25,5 %, виробництво — 17,6 %, роздрібна торгівля — 15,7 %.